# Im Schatten der Moschee
Im Schatten der Moschee ist ein im nordafrikanischen Arabergebiet spielendes, deutsches Stummfilm-Abenteuer und Liebesmelodram aus dem Jahre 1923. Es spielt eine internationale Besetzung, angeführt von dem Briten Stewart Rome und der Französin Mary Odette. Der Geschichte liegt ein Roman von Morris MacDougall zugrunde.

## Handlung
Die Geschichte spielt in der britischen Kolonialzeit in Mesopotamien. Der britische Politoffizier Captain Richard Galt wird als Kontaktmann zu den arabischen Führern von El Ragi abkommandiert und macht sich bei den Eingeborenen rasch beliebt. Auch wenn der hier herrschende Scheich Agha Hamed Captain Galt freundlich willkommen heißt, misstraut der Brite dem Araberführer, der, so nimmt Galt an, nichts Gutes im Schilde führt. Im Umfeld der Einheimischen lernt Richard eines Tages die hübsche Uyuni, Tochter des angesehenen, blinden Koranlehrers Musa, kennen. Ganz offensichtlich ist sie ein Mädchen aus dem Volke. Beide verlieben sich ineinander. Eines Tages erregt sich Musa heftig über das Verhalten eines englischen Soldaten. Er hat einen als heilig angesehenen Vogel abgeschossen. Captain Galt versucht, in dieser Causa zu vermitteln und bietet 100 Rupien als Entschädigung an, die der hochgeachtete Musa jedoch brüsk zurückweist. Mit einer List kann Captain Salt ihn, die Respektsperson der Stadt, jedoch wieder milde stimmen: Er verspricht Musa, dass der Vogel in allen Ehren im Schatten der Moschee beigesetzt wird und derjenige englische Soldat, der das Tier getötet hatte, 24 Stunden Wache schieben muss. Damit zeigt sich Musa zufrieden. 
Inzwischen braut sich etwas zusammen: Scheich Agha Hameds rechte Hand Ali zettelt mit Zustimmung seines Herrn eine handfeste Rebellion gegen die britische Kolonialherrschaft an. Derweil hat Musa mitbekommen, dass sich seine Tochter Uyuni offensichtlich in Galt verliebt hat. Der Scheich plant nun Uyunis Entführung, um auf den Korangelehrten Druck auszuüben: Er soll einem heiligen Krieg gegen die „Ungläubigen“ das Wort reden. Doch Captain Galt kann die Entführung Uyunis verhindern, und Musa weigert sich, die Menschenmassen gegen die Briten aufzustacheln. Daraufhin zieht der Scheich mit seinem Gefolge aus El Ragi ab, plant aber, demnächst die Stadt im Sturm vollkommen einzunehmen. Im zweiten Anlauf kann der Scheich Uyuni doch noch entführen und versteckt das Mädchen in seinem Harem. Captain Galt und ein Gurkha-Soldat machen sich nunmehr auf die Suche nach der Entführten und stoßen dabei in der Wüste auf den umherirrenden Musa. Derweil gelingt Uyuni die Flucht aus ihrer Gefangenschaft mithilfe der Lieblingsfrau des Scheichs.
Uyuni erreicht El Ragi und begibt sich unter den persönlichen Schutz der Briten. Sie sagt, dass sie nur Galt zutraue, sie zu beschützen. Wenig später stoßen der Captain und der Major auf einem Markt auf das zum Verkauf stehende Tagebuch eines gewissen Charles Thurston, eines verschollenen britischen Forschers. Darin stehen einige Merkwürdigkeiten, die mit der Frau des Forschers und Uyuni in Zusammenhang stehen. Im Schatten der Moschee ruft der Scheich nun ganz offen zum Aufruhr gegen die englischen Besatzer auf, und Uyuni wird im Beisammensein mit ihrem Vater beinah von aufgebrachten Arabern gesteinigt. Im letzten Moment kann Captain Salt dazwischen gehen. Er bringt das verstörte und verletzte Mädchen zu sich in seine Unterkunft. Inzwischen breitet sich der Aufruhr aus, und wild gewordene Araber versuchen, Captain Galts Heim zu erstürmen. Der Scheich verlangt von den Briten ultimativ, dass Uyuni in seinen Harem zurückkehrt. Da taucht plötzlich Musa auf und bringt den tobenden Pöbel mit der Aussage zum Erstaunen, dass Uyuni erstens nicht seine wirkliche Tochter und zweitens keine Moslemfrau sei. In Wahrheit sei sie die Tochter des verschollenen britischen Forschers Thurston. Dieser wurde mit seiner Gattin in den Tod getrieben und Uyuni als Baby von Scheich Agha Hamed kurzerhand geraubt. Musa nahm sich daraufhin ihrer an und zog sie an Kindes statt auf. Im letzten Moment erreicht die angeforderte Verstärkung die Briten El Ragi. Nun kommt es zu schweren Straßenkämpfen. Der Scheich bringt Musa um und wird selbst durch einen Gurkha-Soldaten getötet. Nun kann der Captain Galt das weiße Mädchen heimführen, und die beiden reisen mit einer Kamelkarawane in den Sonnenuntergang fort.

## Produktionsnotizen
Im Schatten der Moschee passierte am 17. November 1923 die deutsche Filmzensur und wurde am 30. November 1923 in Berlins Alhambra-Kino am Kurfürstendamm uraufgeführt. Der Film besaß sechs Akte, verteilt auf 2292 Meter und wurde mit Jugendverbot belegt. 
Franz Schroedter, dessen spätere Ehefrau Esther Carena hier eine Nebenrolle spielte, entwarf die Filmbauten, die von Curt Wiese und Hans Schleger ausgeführt wurden.

## Kritik
In Wiens Neue Freie Presse heißt es in der Ausgabe vom 17. Oktober 1924: „Orientalisches Milieu ist immer wieder interessant. (…) Freilich sollten die Herren Manuskriptverfasser nicht vergessen, daß bei einem Film die Fabel schließlich und endlich auch nicht ganz unwichtig ist, beziehungsweise, daß es auf die Dauer trotz der romantischesten Wüstenstädte, der brillantesten Kavalkaden, der wildesten Filmbeduinen und der glutäugigsten Frauen denn doch langweilig wird, immer wieder dieselbe Geschichte von der Liebe eines Weißen zu einer Eingeborenen, die dann am Schluß gar keine ist, aufgetischt zu bekommen. Mary Odette ist mit Erfolg bemüht, für das angebliche Arabermädchen … die Sympathien des Publikums zu gewinnen. Esther Carena ist eine überzeugende wollüstige Favoritin. Auch Stewart Rome als der weiße Held verdient Anerkennung. Sehr einprägsam in Maske und Spiel Edmund Löwe als alter, blinder Koranlehrer.“